# Eduardo Pérez Ortiz
Eduardo Pérez Ortiz (Miranda de Ebro, provincia de Burgos, 1 de septiembre de 1865 - Melilla, 29 de octubre de 1954) fue un militar y escritor español.

## Biografía[1]
Ingresó en el ejército como trompeta en 1884 y se jubiló en 1929 como coronel. Entre estas dos fechas participará en las campañas de Cuba y Puerto Rico, y después de la pérdida de las colonias en 1898, regresará a España para ser destinado al frente norteafricano, donde participa en la llamada Guerra del Kert de 1911.
Su participación en el Desastre de Annual y su cautiverio por parte de Abd el-Krim después de la matanza que siguió a la capitulación de Monte Arruit en agosto de 1921, de la que sobrevivió milagrosamente, marcaron el resto de su vida. Esa terrible experiencia la relató en su libro 18 meses de cautiverio. De Annual a Monte Arruit (1923); este testimonio se convirtió en un documento imprescindible para la comprensión de aquellos hechos.
Hombre de ideas avanzadas, entró en política, presentándose a las elecciones municipales de 1921 en el grupo Republicano–Socialista y llegando a ser alcalde de Ceuta. No participa en la guerra civil española por motivos de edad, pero en ella pierde a su hijo Eduardo, que es fusilado en el campo de concentración de Tetuán en 1937. Muere en Melilla al borde de los noventa años.

## Condecoraciones

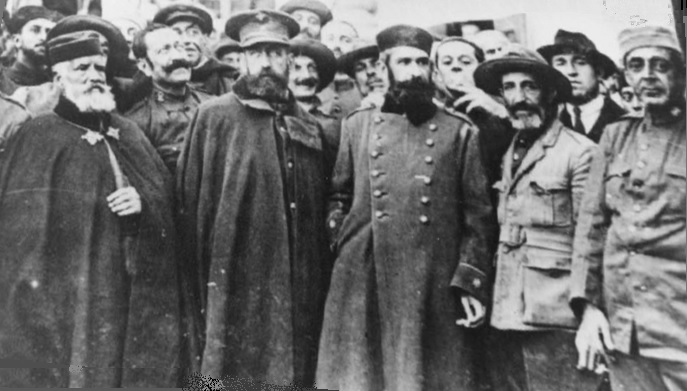
Izquierda a derecha, coronel Araujo, general Navarro, teniente coronel Manuel López Gómez, teniente coronel Eduardo Pérez Ortiz y comandante de caballería José Gómez Zaragoza, embarcados de vuelta a Melilla tras poner fin a su cautiverio.

Durante la ocupación española en Cuba, Eduardo Pérez recibió una mención honorífica y dos cruces de primera clase del Mérito Militar, con distintivo rojo, por su comportamiento frente al adversario, así como también la genérica Medalla de Cuba.
Por su obra Guerra de partidas, sobre el conflicto en las Antillas, recibió una mención honorífica. Entre 1909 y 1910, por sus obras Condiciones esenciales de una buena Infantería para su aplicación eficaz en el combate en los tiempos actuales y Fuegos y formaciones en el combate de Infantería, recibió una tercera y cuarta cruz de primera clase del Mérito Militar, esta vez con distintivo blanco.
En 1912, tras participar en la Campaña del Kert, le concedieron una cruz de segunda clase del Mérito Militar, con distintivo rojo. Por otra obra suya, Alza automática para Artillería de costa, en 1913 recibió otra cruz de segunda clase del Mérito Militar con distintivo blanco.
Otras medallas que también recibió Eduardo Pérez Ortiz fueron la cruz y la placa de la Orden de San Hermenegildo, Medallas de Alfonso XIII, Sitios de Zaragoza, de Melilla, Militar de Marruecos y de Sufrimiento por la Patria, esta última por las penalidades sufridas en Axdir.
Y por último, aunque no se trata de una condecoración propia, su testimonio fue requerido a la hora de realizarse un expediente destinado a otorgar la máxima condecoración militar española, la Laureada, al Regimiento de Caballería Alcántara.

## Libros
- 18 meses de cautiverio. De Annual a Monte Arruit (Crónica de un testigo), Artes Gráficas Postal Express, Melilla, 1923 (reedición: Interfolio Libros, 2010. ISBN 978-84-936950-9-5)
- Primeras páginas de "18 meses de cautiverio"